# Borowiczki-Pieńki
Borowiczki-Pieńki – wieś sołecka w Polsce, położona w województwie mazowieckim, w powiecie płockim, w gminie Słupno.
| SIMC    | Nazwa     | Rodzaj     |
| ------- | --------- | ---------- |
| 0575700 | Międzylas | przysiółek |
| 0575692 | Poddębiec | część wsi  |

W latach 1975–1998 wieś administracyjnie należała do województwa płockiego.